# Kruithuisbrug

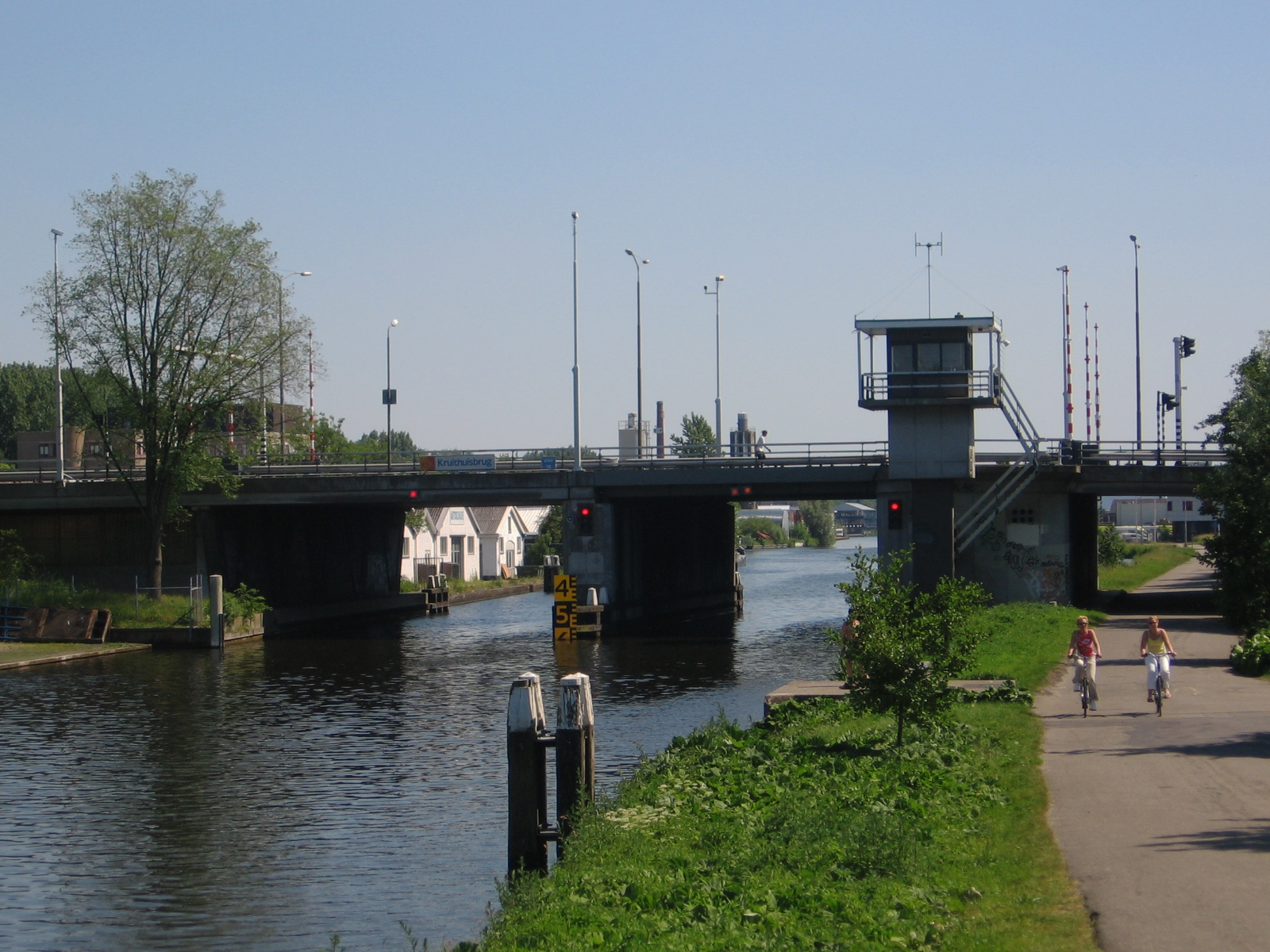
Kruithuisbrug

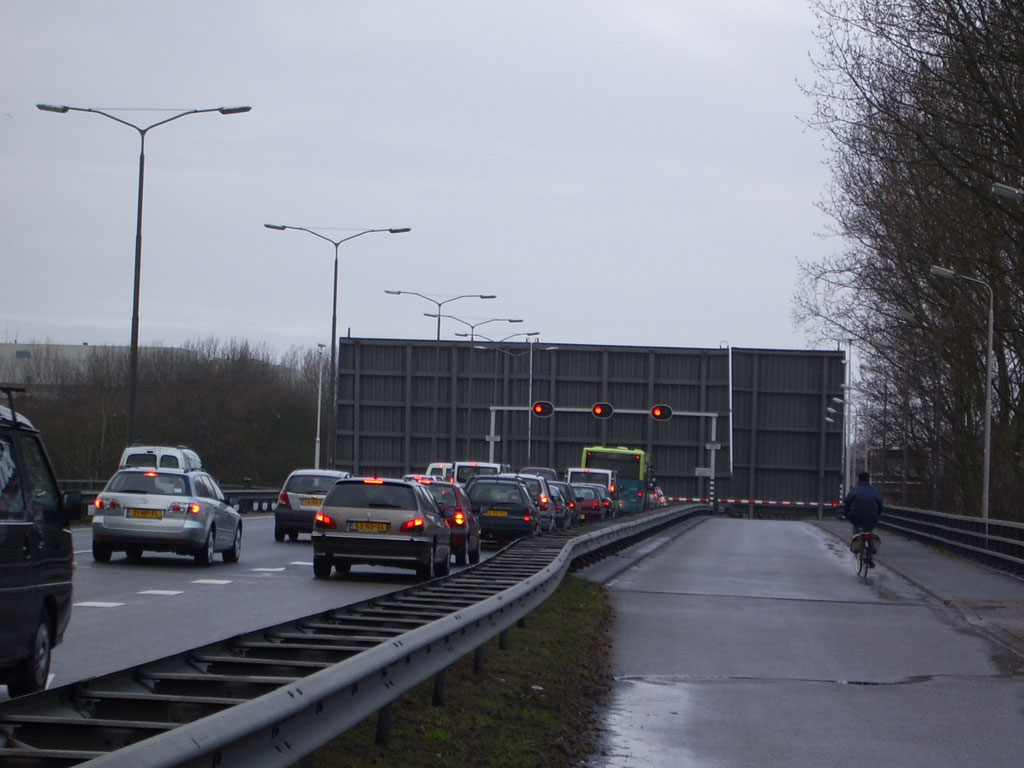
Kruithuisbrug in geopende toestand

De Kruithuisbrug is een basculebrug voor het wegverkeer over de Delftse Schie in het zuiden van de stad Delft, in de Nederlandse provincie Zuid-Holland. Het brugdek bestaat uit drie gescheiden rijbanen: twee banen voor de beide richtingen van de autoweg Kruithuisweg (N470) en een aparte rijbaan voor fietsers en voetgangers.
De doorvaartwijdte van het vaste gedeelte bedraagt 12,38 m, de doorvaarthoogte 5,50 m. De doorvaartwijdte van het beweegbare gedeelte bedraagt 10,50 m, de doorvaarthoogte in gesloten toestand 5,40 m.
De naam is afgeleid van het Kruithuis dat zich naast de brug bevindt.
In 2010 is het brugwachtershuisje van de Kruithuisbrug gesloopt. Het was al geruime tijd overbodig omdat de brug op afstand bediend wordt. De brug kan voor bediening via de marifoon worden aangeroepen via de bedieningscentrale Leidschendam op VHF-kanaal 18. 